# Karaula, Prijepolje
Karaula (izvirno srbsko Караула) je naselje v Srbiji, ki upravno spada pod Občino Prijepolje; slednja pa je del Zlatiborskega upravnega okraja.

## Demografija
V naselju živi 51 polnoletnih prebivalcev, pri čemer je njihova povprečna starost 41,1 let (41,0 pri moških in 41,2 pri ženskah). Naselje ima 19 gospodinjstev, pri čemer je povprečno število članov na gospodinjstvo 3,32.
|  |

| Demografija | Demografija     | Demografija     |
| Leto        | Št. prebivalcev | Št. prebivalcev |
| ----------- | --------------- | --------------- |
|             |                 |                 |
|             |                 |                 |
|             |                 |                 |
|             |                 |                 |
| 1948        | 125             |                 |
| 1953        | 143             |                 |
| 1961        | 163             |                 |
| 1971        | 160             |                 |
| 1981        | 131             |                 |
| 1991        | 74              | 74              |
| 2002        | 78              | 63              |
|             |                 |                 |

| Etnična sestava po popisu iz leta 2002 | Etnična sestava po popisu iz leta 2002 | Etnična sestava po popisu iz leta 2002 | Etnična sestava po popisu iz leta 2002 | Etnična sestava po popisu iz leta 2002 |
| -------------------------------------- | -------------------------------------- | -------------------------------------- | -------------------------------------- | -------------------------------------- |
| Bošnjaki                               | Bošnjaki                               |                                        | 52                                     | 82,53%                                 |
| Muslimani                              | Muslimani                              |                                        | 11                                     | 17,46%                                 |
| Neznano                                | Neznano                                |                                        | 0                                      | 0,0%                                   |